# Зареченское сельское поселение (Свердловская область)
Заре́ченское се́льское поселе́ние — муниципальное образование в Камышловском муниципальном районе Свердловской области.
Административный центр — деревня Баранникова.

## География
Зареченское сельское поселение расположено в юго-восточной части Камышловского района, граничит с Пышминским городским округом и Далматовским районом Курганской области.

## История
Зареченское сельское поселение образовано в соответствии с Областным законом Свердловской области от 25.10.2004 года № 145-ОЗ «Об установлении границ вновь образованных муниципальных образований, входящих в состав муниципального образования Камышловский район и наделении их статусом сельского поселения» в 2005 году. В состав поселения вошли населённые пункты бывших Зареченского, Скатинского и Ожгихинского сельских советов.

## Население
| 2010  | 2011  | 2012  | 2013  | 2014  | 2015  | 2016  |
| ----- | ----- | ----- | ----- | ----- | ----- | ----- |
| 5749  | ↗5760 | ↗5766 | ↘5736 | ↘5727 | ↘5684 | ↗5690 |
| 2017  | 2018  | 2019  | 2020  | 2021  | 2023  |       |
| ↘5632 | ↘5575 | ↗5586 | ↘5519 | ↘4862 | ↘4791 |       |

## Состав сельского поселения
| №  | Населённый пункт | Тип населённого пункта          | Население |
| -- | ---------------- | ------------------------------- | --------- |
| 1  | Баранникова      | деревня, административный центр | ↘712      |
| 2  | Булдакова        | деревня                         | ↘154      |
| 3  | Восход           | посёлок                         | ↘946      |
| 4  | Голышкина        | деревня                         | ↘214      |
| 5  | Заречная         | деревня                         | ↘308      |
| 6  | Коровякова       | деревня                         | ↘97       |
| 7  | Новый            | посёлок                         | ↘210      |
| 8  | Ожгиха           | деревня                         | ↘389      |
| 9  | Раздольное       | село                            | ↘306      |
| 10 | Реутинское       | село                            | ↗188      |
| 11 | Скатинское       | село                            | ↘515      |
| 12 | Фадюшина         | деревня                         | ↘506      |
| 13 | Чикунова         | деревня                         | ↘317      |